# Tamponament cardíac
El tamponament cardíac, anomenat també tamponament pericardíac, és una emergència mèdica caracteritzada per una elevada pressió en el pericardi. L'increment de pressió produeix una compressió del cor. Això provoca que l'ompliment durant la diàstole sigui inferior i que el bombeig de la sang sigui ineficaç. Finalment, es pot desencadenar un xoc cardiogènic i, en situacions molt greus, la mort.

## Epidemiologia
La incidència del tamponament cardíac entre la població general és incerta. L'any 2008, alguns autors estatunidencs l'estimaven en 2 casos/10.000 persones. Hi ha subgrups de pacients que tenen una alta prevalença de tamponaments cardíacs; per exemple els individus VIH+ o amb malalties renals molt greus, tuberculosi, afeccions autoimmunitàries, determinades neoplàsies malignes o problemes d'insuficiència cardíaca congestiva.

## Etiologia
L'etiologia del tamponament cardíac inclou diferents patologies o situacions clíniques, unes més freqüents que altres. L'ocupació de l'espai pericardíac de forma massiva per flux sanguini o líquid transsudat/exsudat no permet al cor dur a terme la seva funció normal i l'organisme no rep sang suficient per mantenir les funcions bàsiques.
Algunes de les causes més comunes d'aquesta condició són: aneurisma de l'aorta, dissecció aòrtica aguda o crònica, cirurgia cardíaca, ferides al cor, pericarditis d'origen bacterià o víric, infart agut de miocardi (IAM), pneumotòrax a pressió i càncer pulmonar o gàstric, entre d'altres.
A més a més hi ha altres procediments i malalties que també poden desencadenar aquesta situació clínica, com cateterisme de vies venoses, acupuntura, síndrome d'hiperestimulació ovàrica, síndrome poliglandular autoimmunitari tipus II, artritis reumatoide crònica, lupus eritematós sistèmic, leucèmia, insuficiència renal, sarcoïdosi, hipotiroïdisme, COVID-19, actinomicosi, leptospirosi, ruptura d'un abscés hepàtic per amebosi, febre mediterrània familiar, angiosarcoma atrial, timoma, hemangioma pericardíac primari, miocardiopatia de takotsubo, quist broncogènic, hèrnia diafragmàtica, mielofibrosi radioteràpia en el tòrax, etc. S'han descrit diversos casos de tamponaments cardíacs espontanis induïts per l'administració de certs anticoagulants orals directes emprats en la tromboprofilaxi, com ara el dabigatran o el rivaroxaban.

## Simptomatologia

Diagrama d'un cor humà

La simptomatologia del tamponament cardíac inclou tota una sèrie de signes i símptomes que ajuden a dur a terme un bon diagnòstic. No sempre segueix un patró uniforme.
Alguns dels signes i símptomes més freqüents són: dolor toràcic agut irradiat a esquena, coll i abdomen, dolor toràcic durant les respiracions profundes, taquicàrdia, pols dèbil o paradoxal, pal·lidesa cutània, respiració accelerada i profunda, mareig, inflamació abdominal i d'extremitats, entre d'altres.
Altres que també hi poden ser presents són: hiponatrèmia, vertigen, somnolència i ansietat o cefalàlgia sense hipertensió arterial.

## Pronòstic
El pronòstic del taponament cardíac és favorable si es tracta a temps i de la forma correcta. Si no es diagnostica al més aviat possible poden aparèixer complicacions com: insuficiència cardíaca, edema, hipotensió extrema, aturada cardíaca i mort. L'ecocardiografia és una prova no invasiva que permet avaluar amb eficàcia i en molt poc temps la gravetat del taponament.

## Tractament
El tractament acostuma a ser la pericardiocentesi, mètode en el qual s'empra una agulla i un catèter per aspirar i extreure l'excés de líquid intrapericardíac.